# Heilig-Kruiskapel (Ordingen)

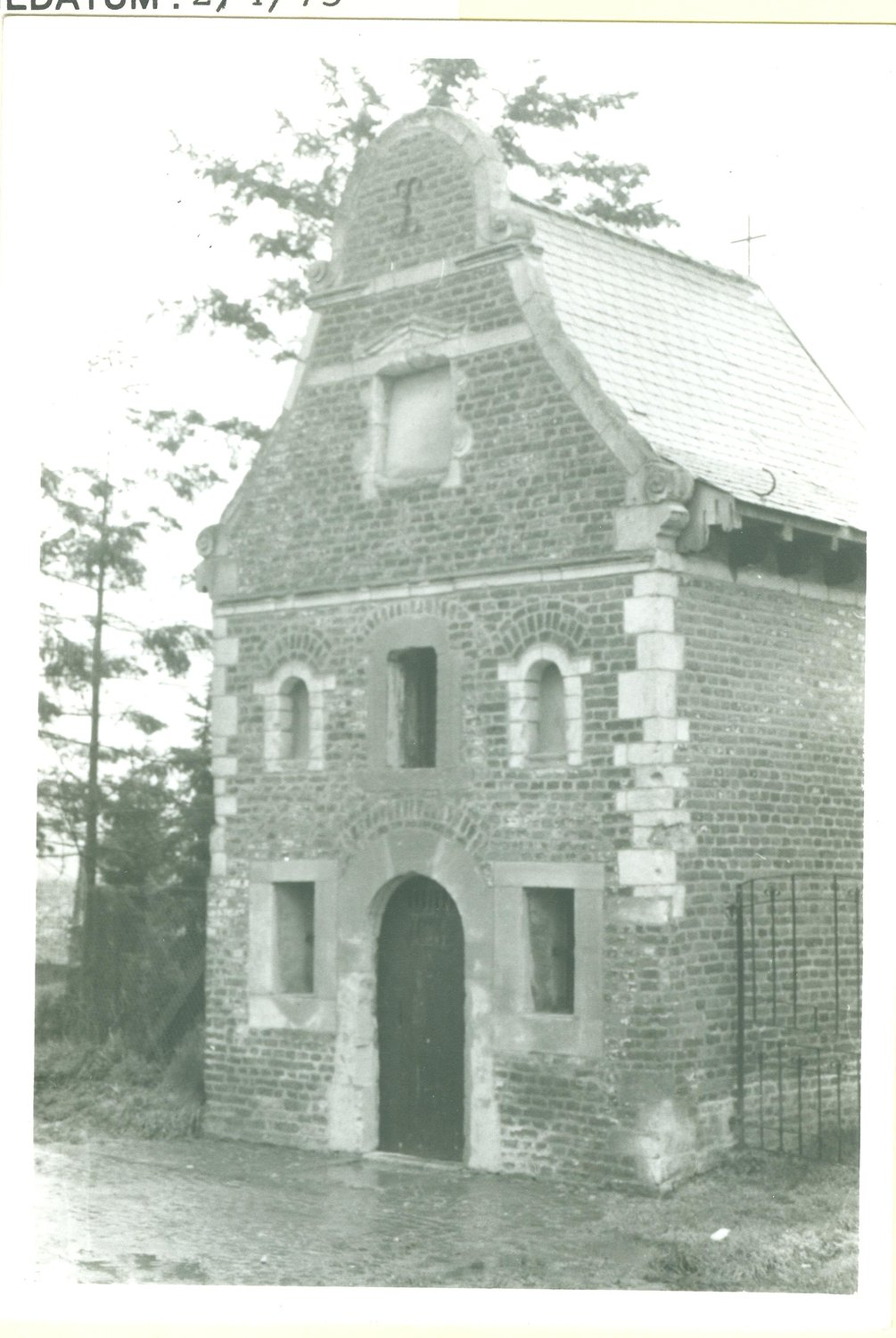
De kapel in de jaren 1970

De Heilig-Kruiskapel is een betreedbare kapel aan de Kruiskapelstraat te Ordingen in de Belgische gemeente Sint-Truiden.
Deze kapel, in barokstijl, werd gebouwd tussen 1625 en 1640 door Th. S. de Ruyschenberg, namens de Duitse Orde. Einde 18e eeuw werd het gebouwtje gerestaureerd, waarbij naast de toegangsdeur vensters werden aangebracht. Ook in 1970 vonden herstelwerkzaamheden plaats.
Het is een bakstenen gebouw, waarin ook kalksteen en mergelsteen is verwerkt voor hoekbanden, speklagen en vensteromlijstingen. De voorgevel is een klokgevel.
De kapel ligt aan de oude weg van Sint-Truiden naar Tongeren, en ernaast staat een oude eik.